# Sant Pere de Rodes

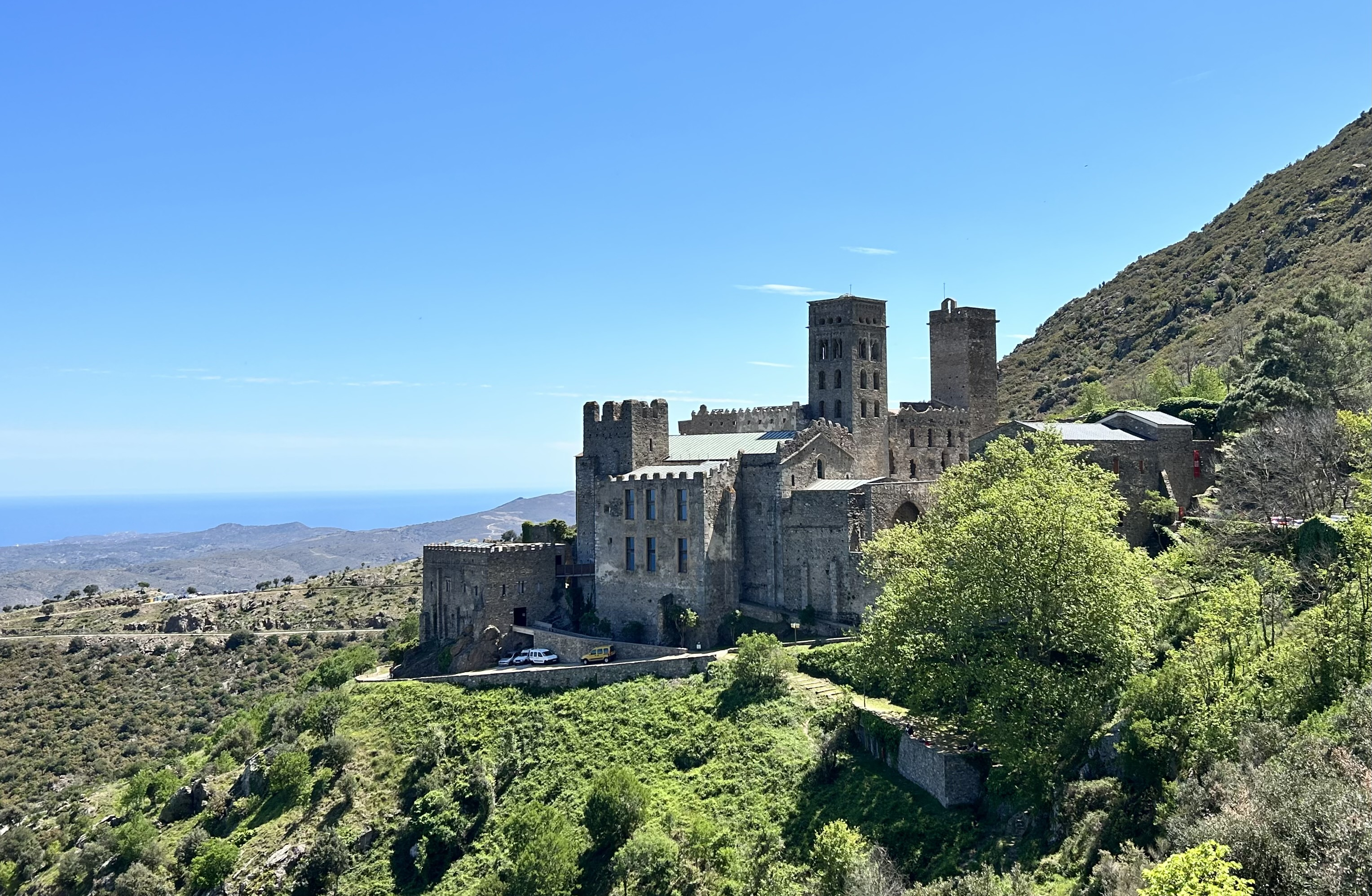
Kloster Sant Pere de Rodes

Sant Pere de Rodes ist ein 878 erstmals urkundlich erwähntes ehemaliges Benediktinerkloster. Es steht in Spanien in der katalanischen Provinz Girona im Naturpark Cap de Creus, auf dem Gebiet von El Port de la Selva. Das Kloster steht am Camino Catalán, dem katalanischen Streckenabschnitt des Jakobswegs. Oberhalb des Klosters liegen die Ruinen der ehemaligen Burganlage Castell de Verdera.

## Lage
Das Kloster ist von Port de la Selva über eine kurvenreiche, aber gut ausgebaute Straße in etwa 15 Minuten gut erreichbar. Es stehen zwei Parkplätze zur Verfügung, von denen das Kloster in etwa 10 Minuten erreicht werden kann. Eine direkte Zufahrt zum Kloster ist für Touristen nicht möglich.

## Geschichte

### Gründung

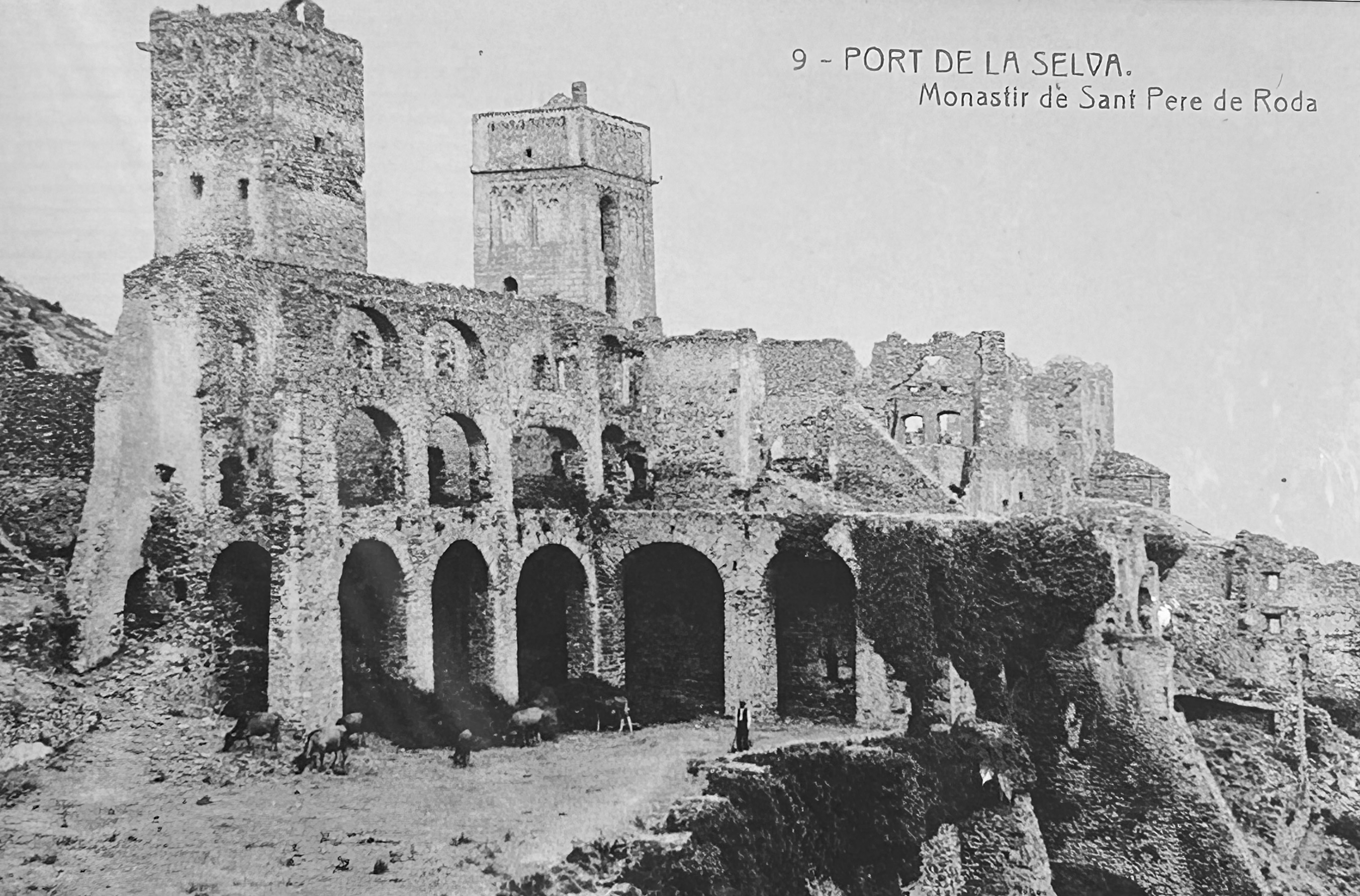
Um 1900

Die Umstände der Gründung sind unbekannt. Nach einer Legende flohen im 6. Jahrhundert Mönche angesichts der germanischen Bedrohung aus Rom an die katalanische Küste. Sie hatten dabei Reliquien des Hl. Petrus mitgenommen, um sie auf diese Weise in Sicherheit zu bringen. Papst Bonifatius IV. (608–615) habe ihnen den Auftrag gegeben, an Ort und Stelle ein Kloster zu errichten.
In der Tat wurden bei Grabungen Fundamente eines Gebäudes aus dem 6. Jahrhundert gefunden, dessen Funktion nicht bekannt ist. Die erste urkundliche Erwähnung stammt aus dem Jahre 878, als zwei Abteien Ansprüche auf die hiesige „cella“ geltend machten. Erst für 945 ist eine eigenständige Benediktiner-Abtei unter der Leitung eines Abtes nachgewiesen. Der erste Abt war Hildesind, Sohn des Adligen Tassi, der mit seiner Gemahlin Hildegund umfangreiche Schenkungen an das Kloster getätigt hatte.

### Blütezeit im 11. und 12. Jahrhundert
Die Blütezeit des Klosters lag im 11. und 12. Jahrhundert. In dieser Zeit wurde auch die heutige Kirche erbaut. Das einzig bekannte Weihedatum stammt aus dem Jahr 1022, bezieht sich wohl aber nur auf den Chorraum. Durch die zahlreichen Pilger und durch Überschreibungen von Ländereien wuchs das Ansehen und der Reichtum der Abtei. Bedeutende Künstler – wie der Meister von Cabestany – wurden mit Verschönerungsarbeiten beauftragt. Dennoch zeigt die geringe Größe des Refektoriums, dass vermutlich nie mehr als 20 Mönche in der Abtei gelebt haben.

### Niedergang, heutige Restaurierung
Der Niedergang begann bereits im 14. Jahrhundert. Zu Problemen innerhalb des Ordens traten Angriffe von außen. Aufgrund der exponierten Lage hoch über dem Meer war die Abtei immer wieder Überfällen und Plünderungen ausgesetzt. 1409 besuchte der Gegenpapst Benedikt XIII. das Kloster. 1520 wurde im Keller des Abtpalastes 658 Goldmünzen versteckt, die erst 1989 wiederentdeckt wurden.
1798 gaben die Benediktiner das Kloster endgültig auf und siedelten nach Vila Sacra bei Figueres um. 1818 erfolgte der Umzug in ein neues Kloster in Figueres. 1835 kam das endgültige Ende der Mönchsgemeinschaft. Die Güter des Klosters wurden enteignet und versteigert. Das Kloster verfiel, ebenso wie die unweit des Klosters gelegene Kirche Santa Helena de Rodes.
1930 wurde es zum historischen Nationaldenkmal erklärt, und die ersten Restaurierungsarbeiten begannen. Das Gelände mit dem Kloster ging in den Besitz der katalanischen Regierung über. 1999 wurden die 1989 begonnenen Restaurierungsarbeiten abgeschlossen.

## Bauten

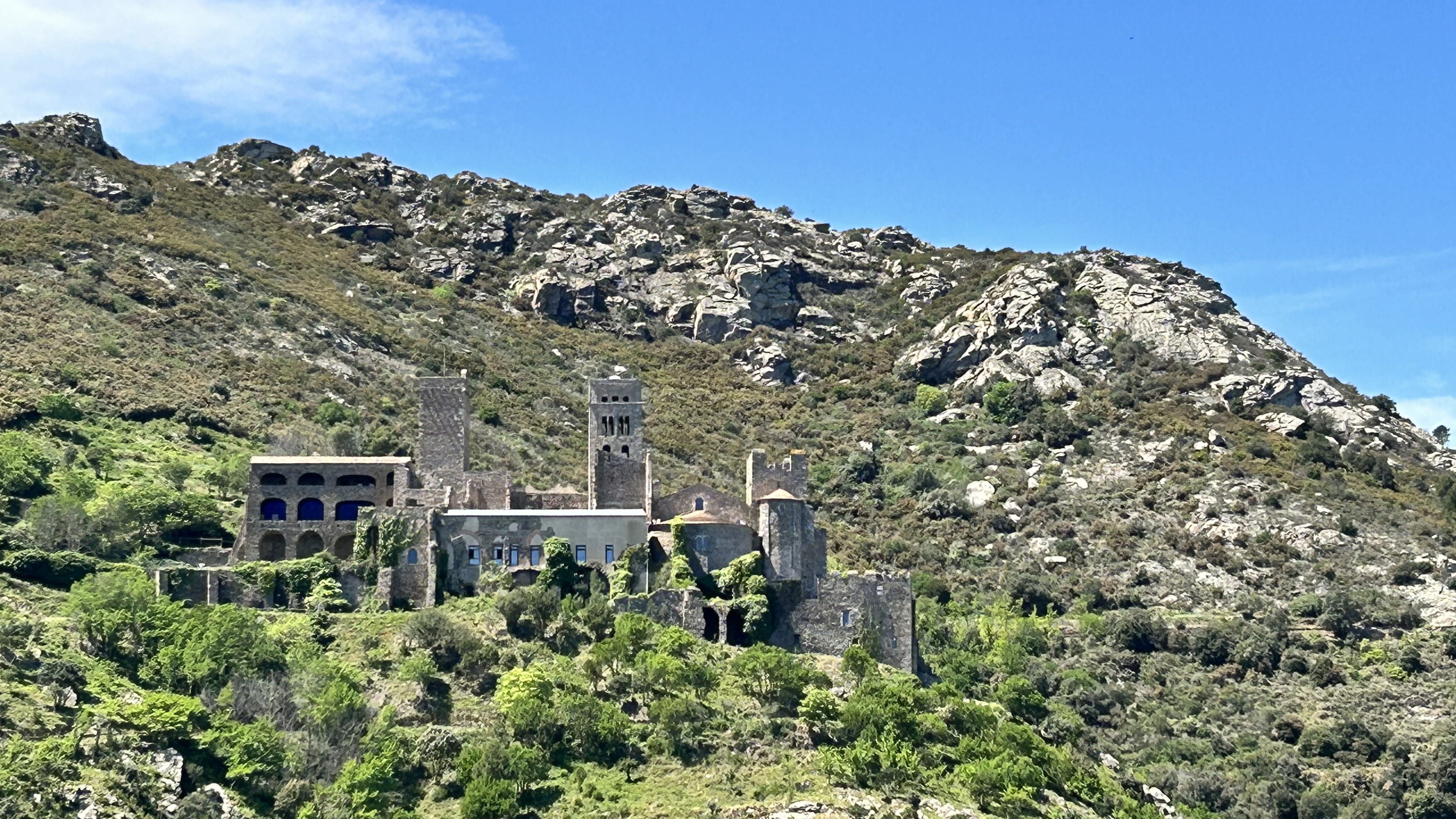
Talseitige Ansicht

Die Klosterkirche wurde vermutlich Mitte des 11. Jahrhunderts fertiggestellt. Die heutige Ruine zeigt viel vom ursprünglichen Bau. Verschiedene Stilelemente kommen zusammen: Die hohe Wölbung soll antike Vorbilder der Römer nachahmen. Die übereinandergestellten Säulen – manche von ihnen sind Spolien – zeigen, dass die Baumeister mit der arabischen Baukunst in Andalusien vertraut waren. Das Vorbild findet man in der Mezquita von Córdoba. Auch die hervorragende Kapitell-Kunst weist in diese Richtung.
Der Chorumgang hingegen ahmt französische Vorbilder nach; er ist in der spanischen Romanik sonst unüblich. Er ermöglichte den Pilgern, sich auch während der Gottesdienste der Mönche den Reliquien im hinteren Teil der Kirche zu nähern.
Der Kreuzgang ist doppelstöckig. Der untere, primitivere Teil wurde erst 1989 bei Ausgrabungen entdeckt. Er wurde im 12. Jahrhundert zugeschüttet und überbaut, als mit dem gestiegenen Wohlstand der Abtei der Wunsch nach einer repräsentativeren Anlage aufkam. Die Säulen und Kapitelle dieses jüngeren Kreuzgangs wurden in späteren Zeiten geraubt. Erst 1997 waren die Rekonstruktionen abgeschlossen.
Die Türme sind lombardisch. Die Kirche ist also nicht so eindeutig „römisch“ wie die geringfügig ältere Kirche in Ripoll. Sie ist Ausdruck eines eigenen Selbstbewusstseins. Die weitgereisten Baumeister und Auftraggeber stellten sich ihre Kirche nach ihren eigenen Vorstellungen zusammen.
Heute beeindruckt die gesamte Anlage, zu der auch weitere Kapellen, Wirtschaftsgebäude und ein Wehrturm gehören, durch ihren guten Erhaltungszustand und ihre einsame Lage hoch über dem Meer.
Im Hauptgebäude ist heute ein Restaurant eingerichtet.

## Galerie

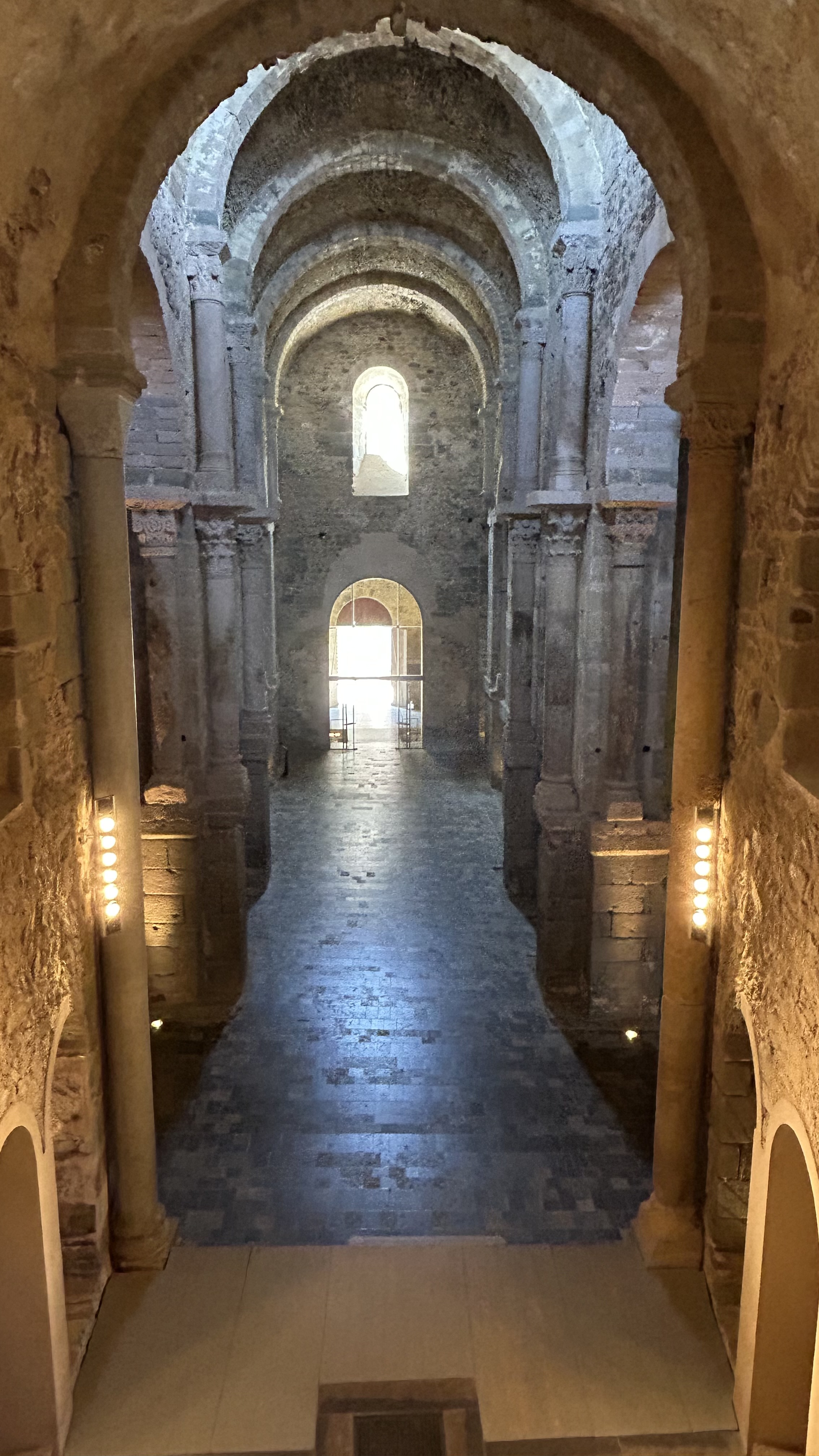
Langschiff der Basilika
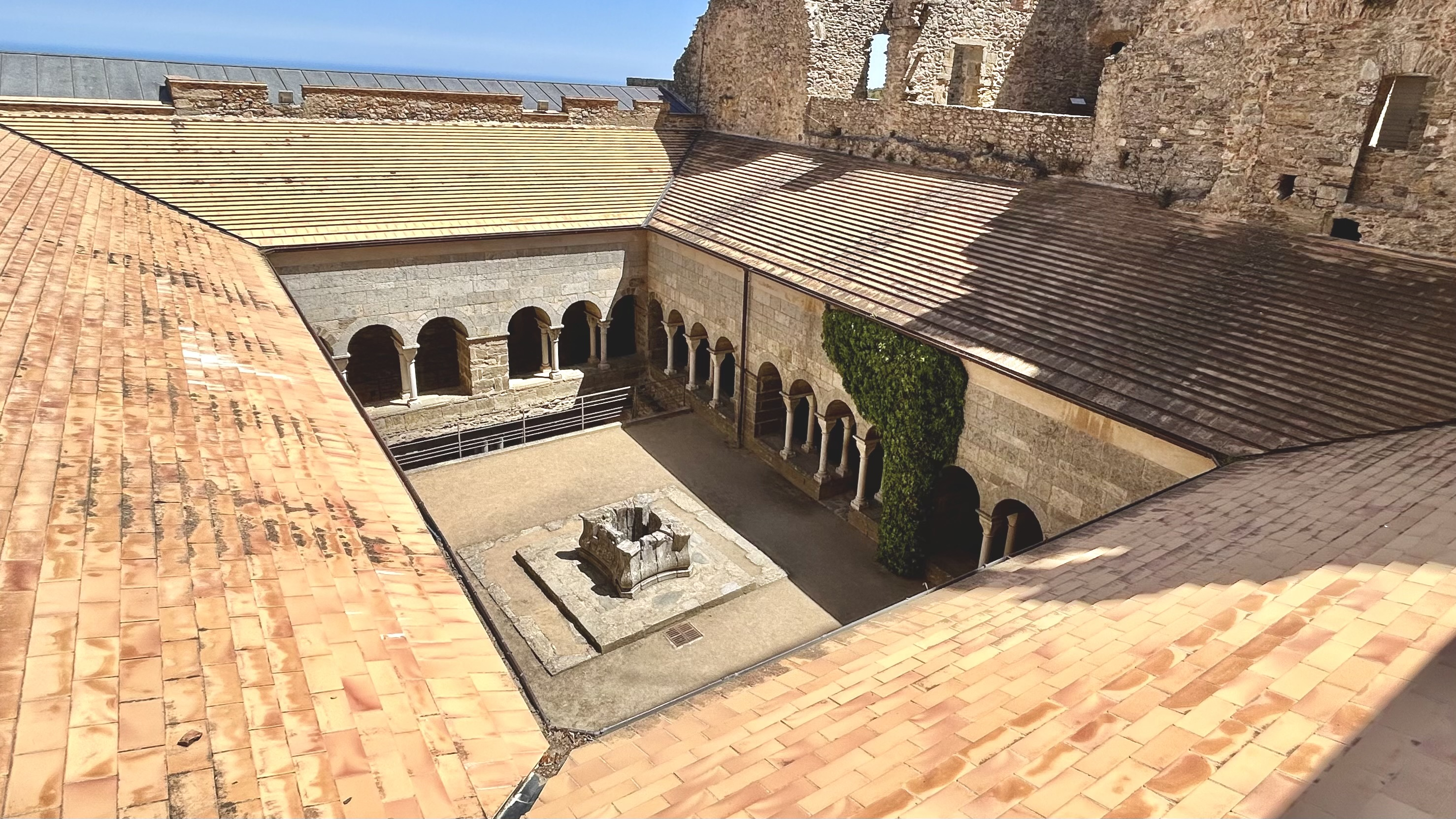
Kreuzgang
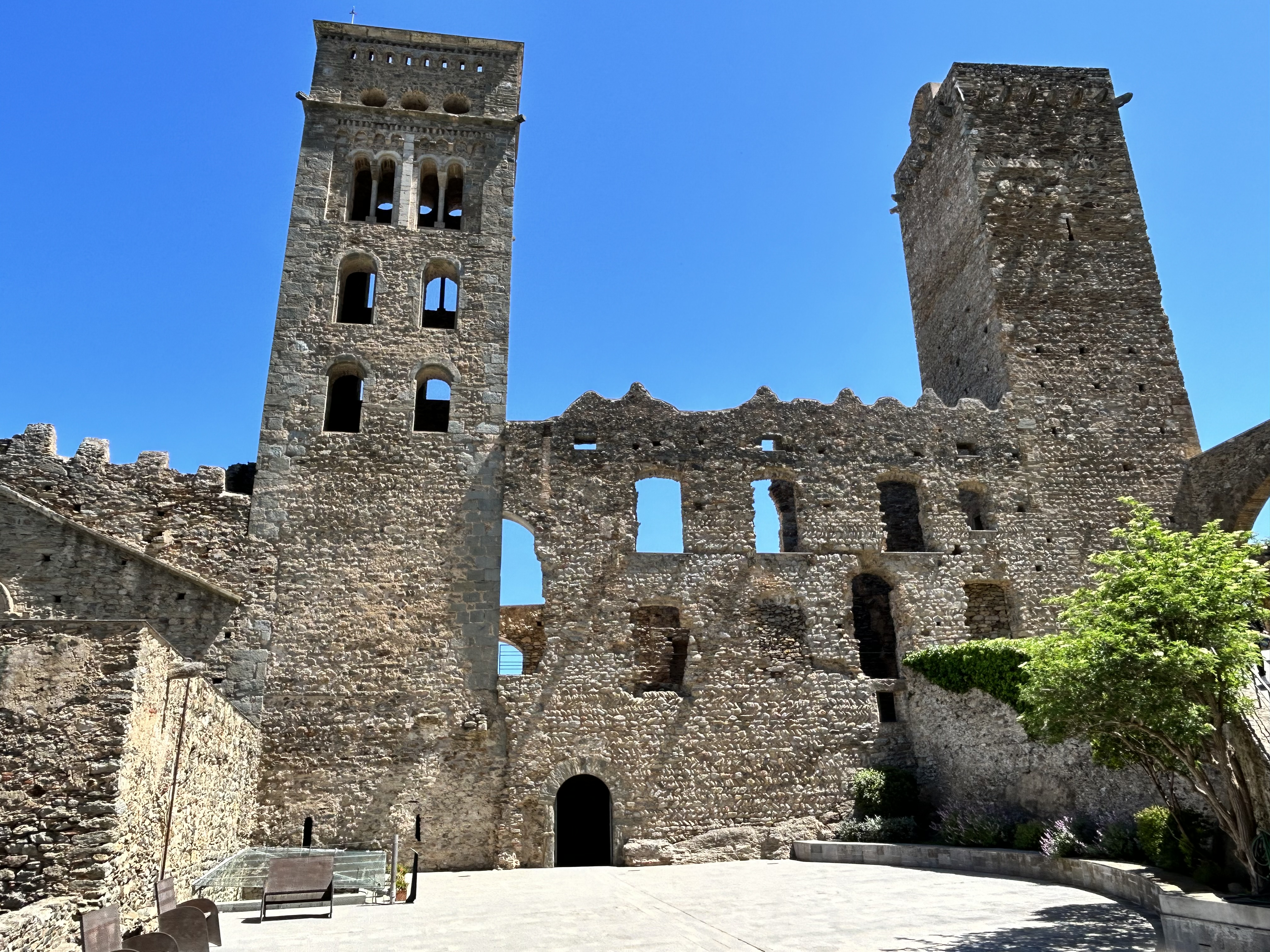
Lombardische Türme
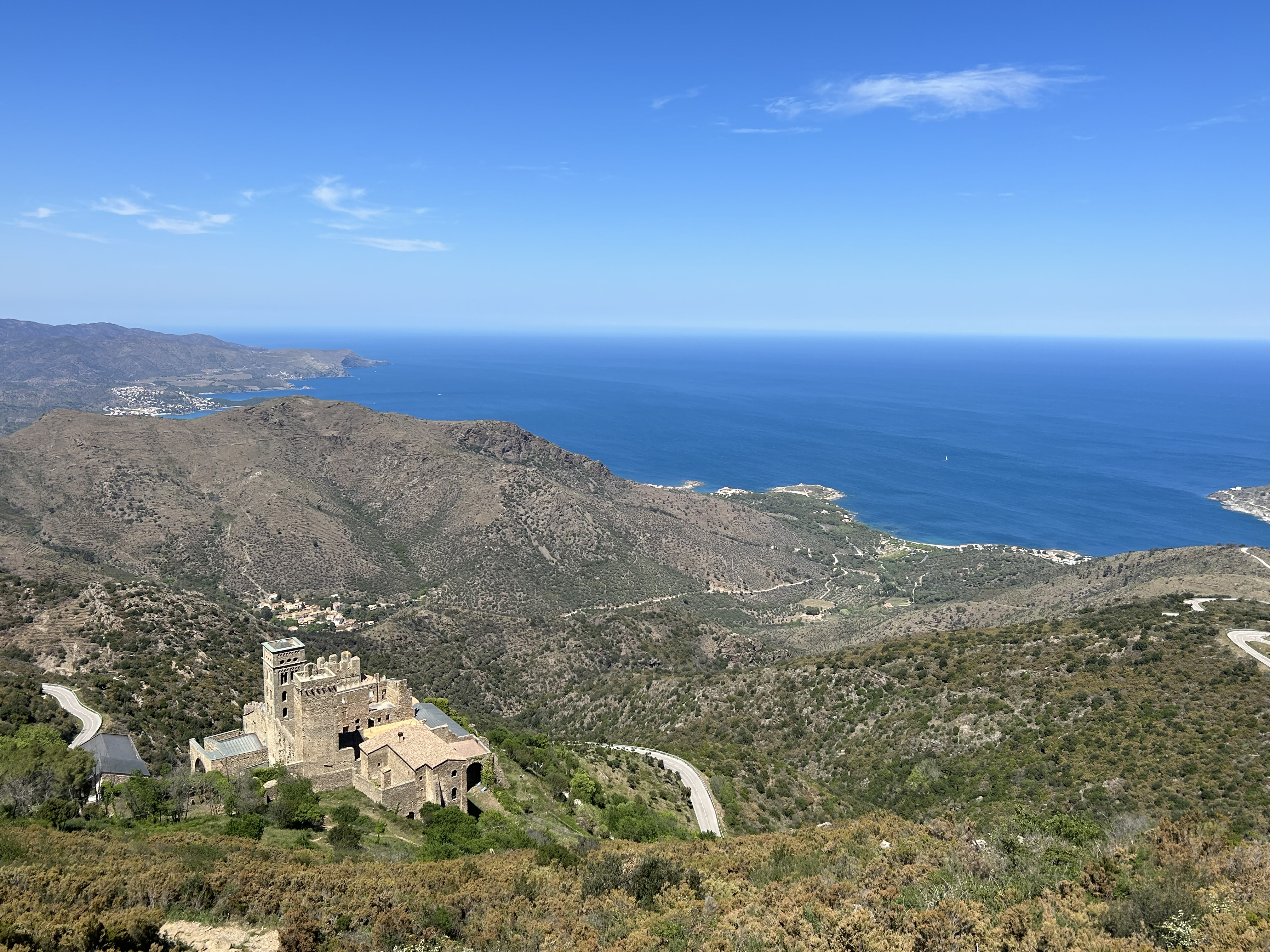
Exponierte Lage im Naturpark Cap de Creus
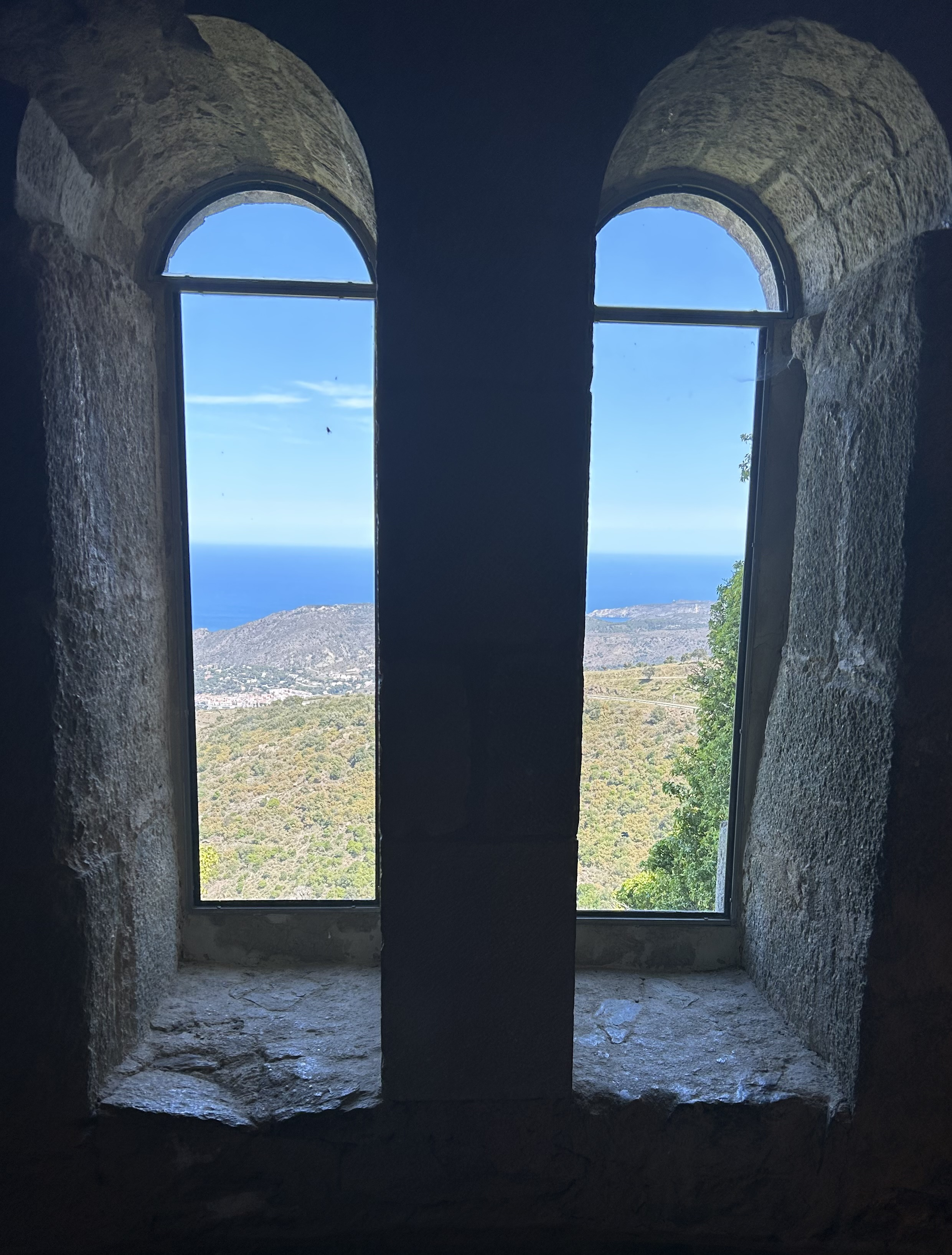
Doppelbogenfenster
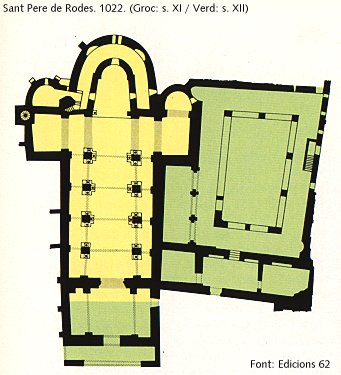
Grundriss (Kirche und Kreuzgang)